# Fatmir Xhindi
Fatmir Xhindi est un député du Parti socialiste albanais. Mort à 49 ans, abattu dans la soirée du samedi 2 mai 2009[réf. nécessaire] par un tir de Kalachnikov, à proximité de sa maison à Roskovec à 100 km au sud-ouest de la capitale Tirana.